# Plettenberg (Familienname)
Plettenberg ist ein deutscher Familienname.

## Namensträger

### A
- August Joseph von Plettenberg (1767–1805), kaiserlicher Kammerherr und Amtsdroste zu Werl, Neheim und Östinghausen

### B
- Bernhard von Plettenberg (Domkantor) (1657–1708), Domherr in Münster und Domkantor in Paderborn
- Bernhard von Plettenberg (Bildhauer) (1903–1987), deutscher Bildhauer
- Bernhardina Sophia von Plettenberg (1750–1823), Äbtissin im Stift Geseke

### C
- Carl Gisbert Wilhelm von Bodelschwingh-Plettenberg (1821–1907), Landmarschall und Mitglied des Preußischen Herrenhauses
- Christoph Friedrich Steffen von Plettenberg (1698–1777), General unter Friedrich dem Großen
- Clemens August von Plettenberg (1724–1778), Domherr in Mainz, Paderborn und Münster

### D
- Dietrich von Plettenberg (1609–1669), Domherr in Münster

### F
- Ferdinand von Plettenberg (Dompropst) (1650–1712), Dompropst im Domkapitel Münster
- Ferdinand von Plettenberg (Erbmarschall) (1690–1737), Premierminister von Kurfürst Clemens August I. von Bayern
- Ferdinand von Plettenberg (Sänger) (* 1957), deutscher Opernsänger (Tenor)
- Ferdinand Joseph von Plettenberg (1729–1777), deutscher Domherr in Hildesheim, Paderborn und Münster sowie Landdrost
- Franz Anton von Plettenberg (1735–1766), Domherr in Münster und Hildesheim
- Franz Joseph von Plettenberg (1714–1779), Kaiserlicher Kämmerer sowie kurkölnischer Erbmarschall und Erbkämmerer
- Friedrich von Plettenberg-Heeren (1863–1924), Rittergutsbesitzer und preußischer Rittmeister
- Friedrich Bernhard Wilhelm von Plettenberg (1695–1730), Domherr in Münster und Paderborn sowie münsterscher Geheimer Rat
- Friedrich Christian von Plettenberg (1644–1706), deutscher Geistlicher, Fürstbischof von Münster
- Friedrich Christian von Plettenberg (Verbandsfunktionär) (1882–1972) deutscher Weingutsbesitzer und Weinbauverbandspolitiker
- Friedrich Christian Heinrich von Plettenberg (1682–1752), deutscher Geistlicher, Dompropst in Münster
- Friedrich Ludwig von Plettenberg (1745–1796), Domherr in Paderborn
- Friedrich Mauritz von Plettenberg (1648–1714), Domherr in Hildesheim und Münster

### G
- Gertrud von Plettenberg († 1608), Mätresse des Kölner Erzbischofs Ernst von Bayern
- Gisbert von Bodelschwingh-Plettenberg (1790–1866), königlich-preußischer Kammerherr, Landkomtur des Deutschen Ordens, Mitglied des Preußischen Herrenhauses

### H
- Heinrich von Plettenberg (Domherr, † 1553), Domherr in Paderborn und Domscholaster in Münster
- Heinrich von Plettenberg (Domherr, † 1557), Domherr in Münster
- Hunold I. von Plettenberg (um 1190–nach 1267), Marschall von Westfalen
- Hunold von Plettenberg-Oevinghausen (1858–1925), königlich-preußischer Generalmajor

### I
- Ida von Plettenberg-Lenhausen und zu Bergstraße (um 1603–1671), Äbtissin des gemischt konfessionellen Damenstifts Fröndenberg
- Inge Plettenberg, Historikerin, Publizistin und Fernsehredakteurin

### J
- Joachim van Plettenberg (1739–1793), Gouverneur der Kapkolonie (Südafrika)
- Jobst Henrich von Plettenberg (1866–1921), Landrat im Kreis Kolmar i. Posen
- Johann I. von Plettenberg (vor 1270–nach 1314), Kölnischer Marschall von Westfalen
- Johann Adolph von Plettenberg (1655–1696), kurkölnischer Kämmerer und Geheimrat
- Johann Mauritz von Plettenberg zu Marhülsen (1686–1740), Subdiakon und Domherr in verschiedenen Bistümern
- Joseph Clemens von Plettenberg (1721–1786), Erbkämmerer und Landdrost

### K
- Karl von Plettenberg (1852–1938), Kommandierender General des Gardekorps und Generaladjutant des Kaisers
- Karl Wilhelm Georg von Plettenberg (1765–1850), Kammerherr, Erbmarschall, Großkomtur des Deutschen Ordens und Großmeister des Freimaurerordens
- Kurt von Plettenberg (1891–1945), Forstmann, Offizier und Widerstandskämpfer gegen den Nationalsozialismus (20. Juli 1944)

### L
- Livia von Plettenberg (* 1988), österreichische Kickboxerin, American-Football-Spielerin und Psychologin

### U
- Ulrich von Plettenberg (* 1964), katholischer Priester, Generalvikar im Bistum Trier

### W
- Werner Anton von Plettenberg (1688–1711), Domherr in Münster und designierter Erbfolger
- Wilhelm von Plettenberg zu Lenhausen († 1711), Obrist und Landkomtur des Deutschen Ordens
- Wolter von Plettenberg (* um 1450–1535), Landmeister des Deutschen Ordens in Livland